# جورج جايلورد سيمبسون
جورج جايلورد سيمبسون (بالإنجليزية: George Gaylord Simpson)‏ (16 أكتوبر 1984 - 6 يونيو 1902) كان عالم حفريات أمريكي. ربما كان سيمبسون أكثر علماء الحفريات تأثيرًا في القرن العشرين، وأحد المشاركين الرئيسيين في الاصطناع التطوري الحديث، وكان خبير في الثدييات المنقرضة وهجرتها للقارات.
كان سيمبسون خبيرًا في الثدييات المنقرضة وهجراتهم العابرة للقارات. لقد توقّع مفاهيم مثل التوازن النقطي (في الإيقاع والوضع) وبدد الأسطورة القائلة بأن تطور الحصان كان عملية خطية بلغت ذروتها في أحصنة المستأنسة الحديثة. صاغ كلمة hypodigm (علم تصنيف الأحياء) في عام 1940، وعمل على نطاق واسع في علم تصنيف الأحفوريات والثديات الحيّة. كان سيمبسون معارضًا بشكلٍ مؤثّر وغير صائب لنظرية ألفريد فيجنر حول الانجراف القاري.
كان سيمبسون أستاذاً في علم الحيوان في جامعة كولومبيا، وأمينًا لقسم الجيولوجيا وعلم الأحياء القديمة في المتحف الأمريكي للتاريخ الطبيعي بين عامي (1945-1959). وكان أمينًا لمتحف علم الحيوان المقارن بجامعة هارفرد بين عامي (1959- 1970)، بالإضافة إلى أنه كان أستاذًا في علوم الأرض في جامعة أريزونا حتى تقاعده في عام 1982.

## جوائز
حصل سيمبسون على ميدالية ماري كلارك طومسون من الأكاديمية الوطنية للعلوم في عام 1943. حصل أيضًا على ميدالية دانيال جيرود إليوت الأكاديمية تكريمًا له عن عمله بعنوان «الإيقاع والوضع في التطور» وذلك في عام 1944.
حصل سيمبسون على جائزة داروين والاس المرموقة من جمعية لينين في لندن في عام 1958. كما حصل أيضًا على جائزة داروين للجمعية الملكية تقديراً لمساهماته المتميزة في النظرية التطورية العامة، وذلك استنادًا إلى دراسةٍ عميقة في علم الأحياء القديمة، وخاصةً الفقاريات في عام 1962.
سُمّيَ مبنى جولد-سيمبسون الموجود في في جامعة أريزونا في مدينة توكسون نسبةً لكل من عالم الأرض لورانس جولد وجورج سيمبسون. اشتهر سيمبسون بعمله في مجال علم الأحياء القديمة وعلاقات التطور القاري.

## الآراء
نفى سيمبسون في ستينيات القرن الماضي ما يُدعى بالعلم الحديث الناشئ لعلم الأحياء الخارجية الذي عُنيَ بأن الحياة في الأماكن الأخرى غير الأرضية، كالعلم بلا موضوع.
ترعرع سيمبسون كمسيحي، لكنه أصبح لاحقًا من اللاأدريين.

## كتب
- حضور الأعاجيب (1931)
- علم الحيوان الكمي (1939)
- الإيقاع والوضع في التطور (1944)
- معنى التطور (1949-1951)
- الخيول (1951)
- التطور والجغرافيا (1953)
- الخصائص الرئيسية التطور (1953)
- الحياة: مقدمة في علم الأحياء (1957)
- علم الحيوان الكمي (1960)
- مبادئ تصنيف الحيوانات (1961)
- جغرافيا التطور (1965)
- طيور البطريق (1976)
- المتحجرات وتاريخ الحياة (1983)
- العزلة الرائعة (1980)

## روابط خارجية
- جورج جايلورد سيمبسون على موقع الموسوعة البريطانية (الإنجليزية)